# Phare Reading
Le phare Reading est un phare inactif situé à Tel Aviv dans le District de Tel Aviv de l'État d'Israël, sur la côte méditerranéenne. Il est situé près de la plage du côté nord de l'estuaire de la rivière Yarkon, au pied du brise-lames sud du Port de Tel Aviv et de la zone de la Foire du Levant. Il tire son nom de la centrale électrique de Reading.

## Histoire
Le phare a été construit par les autorités britanniques en 1934-1935 pour aider les navires approchant le littoral à traverser les bancs de sable locaux en toute sécurité. L'entreprise réalisant la construction était une société française, assistée par des locaux arabes. Pendant sa construction les restes de deux forteresses assyriennes du VIIIe siècle av. J.-C. ont été découverts.
Le 19 avril 1936, la révolte arabe éclate et une grève générale paralyse le port de Jaffa menaçant d'arrêter l'exportation des agrumes. Contre la volonté des autorités britanniques, l'établissement juif a décidé d'ouvrir le port de Tel Aviv en tant que port concurrent de Jaffa. L'emplacement choisi se trouvait à l'estuaire de la rivière Yarkon, près du phare, et le phare servait d'aide à la navigation pour le port.
Entre 1937 et 1938, la centrale électrique de Reading a été construite à proximité. Sa grande cheminée allumée a rendu le phare quelque peu redondant et a également obscurci la lumière à travers un secteur. Cependant, la lumière a continué de fonctionner, desservant également le port de l'usine électrique adjacente. En 1965, lorsque le port a été officiellement fermé en raison de l'ouverture du port d'Ashdod dans le sud, la lumière a été désactivée.
En 2007, l'Autorité israélienne des antiquités a construit une promenade en bois autour du phare restauré, et il est maintenant facilement accessible au public, bien que la tour elle-même soit fermée et toutes les fenêtres barrées. Le phare a joué un rôle dans plusieurs films israéliens, tels que Late Summer Blues (en), et est apparu sur un timbre israélien émis le 26 novembre 2009.

## Description
Le phare est une tourelle carrée supportant une lanterne, au-dessus d'une base circulaire avec balcon. La tourelle est peinte en carré blanc et noir.
Identifiant : Amirauté : ex-N5958.
|                               |
| Le phare (avant restauration) |

|                                   |
| Le phare et la station électrique |

### Lien connexe
- Liste des phares d'Israël